# Église Saint-Martin d'Abilly
Pour les articles homonymes, voir Église Saint-Martin.
L'église Saint-Martin d'Abilly est une église paroissiale affectée au culte catholique dans la commune française d'Abilly, dans le département d'Indre-et-Loire.
L'édifice est partiellement inscrit comme monument historique en 1949.

## Localisation
L'église, dont le chœur est tourné vers l'est, est située dans le centre d'Abilly, le long de la D 41, sur le rive droite de la Claise.

## Histoire
L'église est vraisemblablement construite au XIe siècle ; il ne reste de cette période que l'absidiole nord. Le reste de l'édifice est reconstruit au XIIe siècle, excepté une chapelle ajoutée au XVe siècle.
Le transept et le chœur sont inscrits comme monuments historiques par arrêté du 14 septembre 1949.

## Architecture et mobilier
L'édifice se compose d'une nef flanquée de deux collatéraux dont celui qui s'ouvre au nord est pourvu d'une chapelle. La nef, vers l'est, aboutit à un transept dont la croisée est voûtée en coupole et les bras en plein cintre. Sur chacun de ces bras se greffe une absidiole semi-circulaire et voûtée en plein cintre. L'église se termine à l'est par une abside voûté en cul-de-four, plus étroite que la nef. La croisée du transept est surmontée d'un clocher sur plan carré dont l'étage de beffroi est percé de baies géminées.
Un bénitier et une chaire à prêcher provenant d'un prieuré voisin meublent l'église,, par ailleurs décorée d'un tableau peint par François Lafon et représentant La Vierge à l'Enfant.

## Pour en savoir plus